# أليخاندرو ثيربانتس ديلغادو
أليخاندرو ثيربانتس ديلغادو (بالإسبانية: Alejandro Cervantes Delgado)‏ هو سياسي مكسيكي، ولد في 24 يناير 1926 في المكسيك، وتوفي في 17 سبتمبر 2000 في أكابولكو في المكسيك. حزبياً، نشط في الحزب الثوري المؤسساتي.